# Henri Guérin (vívó)
Henri Guérin (Párizs 18. kerülete, 1905. május 20. – Neuilly-sur-Seine, 1967. október 11.) olimpiai és világbajnok francia párbajtőrvívó.